# Jakowlew Jak-40
Die Jakowlew Jak-40 (russisch Яковлев Як-40, NATO-Codename Codling) ist ein dreistrahliges Kurzstreckenverkehrsflugzeug aus sowjetischer Produktion. Sie wurde Anfang der 1960er-Jahre entworfen, um die Zubringerdienste insbesondere von der Iljuschin Il-14 zu übernehmen. Sie kann eine zwei- bis dreiköpfige Besatzung und bis zu 32 Passagiere transportieren.
Um von unbefestigten Flugplätzen wie etwa Graslandeplätzen und Behelfspisten aus starten zu können, erhielt der neue Typ niedrig belastete Tragflächen und zur Sicherheit drei statt nur zwei Triebwerke.
Die ausfahrbare Fluggasttreppe im Heck und das bordeigene Hilfstriebwerk zur Klimatisierung der Kabine und zum Anlassen der drei Triebwerke machen die Jak-40 unabhängig von Bodengeräten an Flugplätzen.

## Geschichte

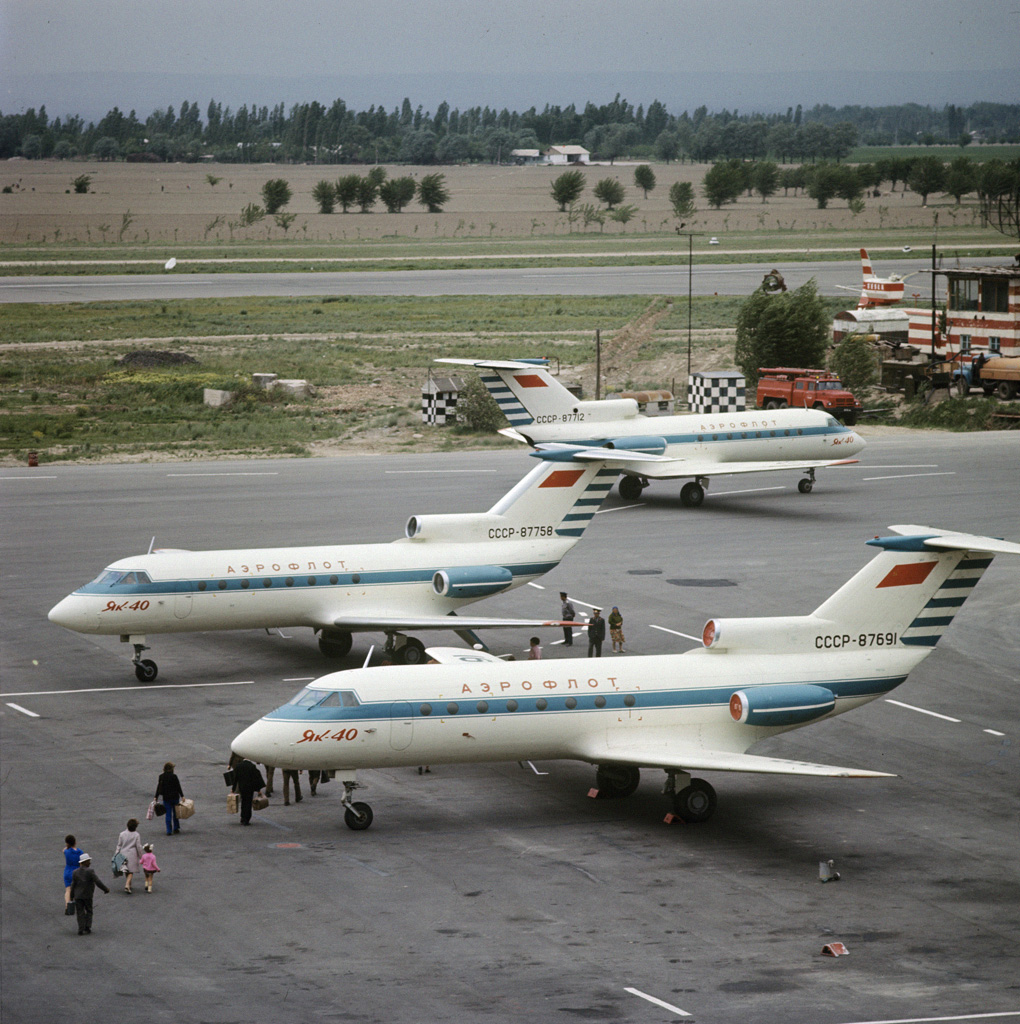
Jak-40 auf dem kirgisischen Flughafen Osch (Aufnahme von 1974)

Etwa ein Jahr nach Beginn der Entwicklung fand am 21. Oktober 1966 durch Arseni Kolossow der Erstflug des ersten der insgesamt fünf Prototypen statt. Die erste öffentliche Präsentation fand am 8. Juli 1967 in Domodedowo statt. Am 30. September 1968 wurde die Jak-40 in den Liniendienst der Aeroflot eingeführt.
Die Jak-40 wurde zu einem der meistgebauten Passagierflugzeuge der Sowjetunion. Sie wurde vielfach exportiert, es gelangen sogar Verkäufe in den Westen. Der größte „West-Kunde“ war die deutsche General Air. Drei weitere wurden an die italienische Aertirrena vermietet.
Bis zum Auslaufen der Produktion im Jahre 1976 wurden über 1000 Jak-40 gebaut. Sie wird noch bei einigen mittelasiatischen Fluggesellschaften der ehemaligen Sowjetunion sowie bei einigen Luftwaffen des ehemaligen Ostblocks eingesetzt.
Obwohl die Produktion schon ausgelaufen ist, bietet Jakowlew zusammen mit Skorost die Umrüstung zur Jak-40TL an. Dabei werden die drei Iwtschenko-Triebwerke durch zwei Mantelstromtriebwerke vom Hersteller Textron-Lycoming (LF 507-1N je 31,14 kN Schub) ersetzt, die eine höhere Reisefluggeschwindigkeit zulassen und zudem ein besseres Leistungsvermögen sowie deutlich niedrigere Betriebskosten aufweisen.

## Konstruktion
Die Jak-40 ist ein freitragender Tiefdecker mit einziehbarem Fahrwerk in Ganzmetall-Halbschalenbauweise. Sie besteht mit Ausnahme zweier aus Stahl gefertigter Baueinheiten zum größten Teil aus Duraluminium. Die Passagierkabine befindet sich im ausgeführten Rumpfmittelteil mit zylindrischem Querschnitt und ist über eine einklappbare Treppe im Heck zugänglich. Die frühe Ausführung bietet Platz für 24 Fluggäste auf drei Achterstuhlreihen mit Einzelsitzen auf der linken und Doppelsitzen auf der rechten Seite. In der Touristenklasse kann die Sitzanzahl auf maximal 31 erhöht werden. Für den Transport von Fracht sind die Stuhlreihen an die Bordseiten klappbar gestaltet, so dass der freigewordene Raum Platz für 2500 kg Ladung bietet. Links und rechts vor den Triebwerken befinden sich zwei Notausstiege, durch die die Fluggäste im Ernstfall über die Tragflächen evakuiert werden können. Der Einstieg für die Besatzung befindet sich auf der Backbordseite der Führerkabine, die mit einem Doppelsteuer ausgerüstet ist. Die drei Triebwerke sind im Heck angeordnet und gewährleisten durch ihren großen Bodenabstand auch den Betrieb von unbefestigten Pisten, da dadurch das Risiko des Einsaugens von auf der Startbahn liegenden Fremdkörpern minimiert wird. Die Jak-40 verfügt über eine zusätzliche Gasturbine AI-9 im Heck, mit der die Triebwerke unabhängig von üblicherweise dafür benötigten Bodenfahrzeugen angelassen werden können, was dem Betrieb auf weniger gut ausgestatteten Inlandflugplätzen in den Zeiten der Sowjetunion entgegenkam. Hinter dem mittleren Triebwerk befindet sich das T-Leitwerk.
Die ungepfeilten Tragflächen der Jak-40 bestehen aus dem Hauptholm, dem Nasenkasten sowie Rippen und Gurten, die mit eine Beplankung unterschiedlicher Dicke verkleidet sind. Die beiden Flügelkästen zwischen den Querrudern dienen als Kraftstoffbehälter, die zusammen 3800 l fassen. Das Bugradfahrwerk ist für den Einsatz auf unbefestigten Plätzen mit einem langen Federweg versehen. Es besteht aus den beiden einzelnen Haupträdern mit den Maßen 1120 × 450 mm und dem Bugrad mit 720 × 310 mm. Der geringe Reifendruck von 3,5 bis 4 kp/cm² dient ebenfalls der Nutzung unbefestigter Bahnen.

## Zwischenfälle

Dreiseitenriss

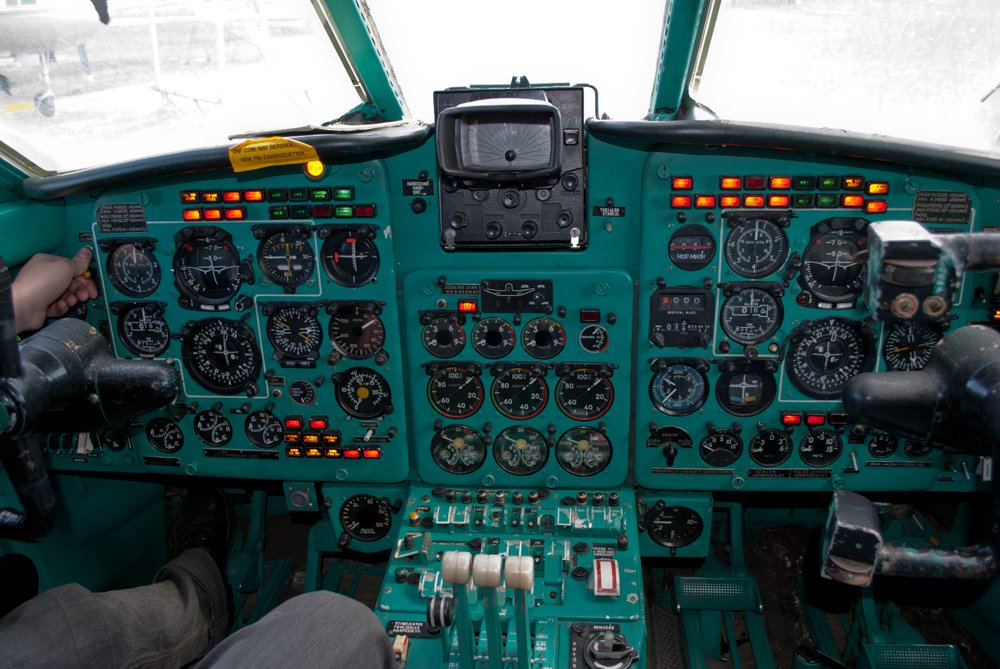
Cockpit

Die genauen Unfallzahlen sowjetischer Flugzeugtypen sind im Vergleich zu westlichen Typen schwer zu ermitteln. Es sind keine gesicherten Informationen über Unfälle vor der Wendezeit vorhanden. Ein unvollständiger Vergleich ist jedoch über die Webseiten des Aviation Safety Network möglich. Demnach kam es vom Erstflug 1966 bis Dezember 2024 mit Jakowlew Jak-40 zu 92 Totalschäden. Bei 50 davon kamen 870 Menschen ums Leben. Auszüge:
- Am 4. Mai 1972 verunglückte eine Jak-40 der sowjetischen Aeroflot (Luftfahrzeugkennzeichen CCCP-87778) beim Landeanflug auf Bratsk. Als Ursache wurden die Witterungsbedingungen angegeben, von denen die Besatzung überrascht wurde (siehe auch Aeroflot-Flug W-608).

- Am 28. Februar 1973 stürzte eine Jakowlew Jak-40 der Aeroflot (CCCP-87602) kurz nach dem Start vom Flughafen Semipalatinsk ab. Die Absturzursache konnte nie vollständig geklärt werden. Alle 32 Insassen, drei Besatzungsmitglieder und 29 Passagiere, kamen ums Leben (siehe auch Aeroflot-Flug X-167).[7][8]

- Am 19. Februar 1975 wurde eine Jak-40 der deutschen General Air (D-BOBD) bei der Landung in Saarbrücken seitlich von der Landebahn weggesteuert, um ein Überrollen des Landebahnendes in einen steilen Abhang zu verhindern. Die mit 16 Passagieren und 2 Piloten besetzte Maschine durchbrach einen Zaun und kollidierte mit Bäumen. Außer dem schwerverletzten Flugkapitän kamen keine Personen zu Schaden. Das Flugzeug wurde als Totalschaden abgeschrieben.[9]

- Am 19. März 1976 wurde eine Jak-40 der Syrian Arab Airlines (YK-AQC) auf dem Flughafen Beirut (Libanon) während des Einsteigevorgangs von der Granate einer Panzerfaust getroffen. Der schon an Bord befindliche libanesische Ministerpräsident Raschid Karami überlebte ebenso wie alle anderen Insassen die Explosion und das ausgebrochene Feuer. Das Flugzeug wurde zerstört.[10]

- Am 9. September 1976 kollidierte eine Jakowlew Jak-40 der Aeroflot (СССР-87772) mit einer Antonow An-24 derselben Gesellschaft (СССР-46518) über dem Schwarzen Meer in der Nähe von Anapa. Alle 70 Insassen beider Maschinen starben (siehe auch Flugzeugkollision von Anapa).[11][12]

- Am 30. März 1977 kam es auf dem Flughafen Schdanow (nach 1989 Mariupol) zu einem Unfall, als die Piloten einer Jakowlew Jak-40 der sowjetischen Aeroflot (CCCP-87738) aus Dnepropetrowsk in aufsteigendem Nebel bei der Landung die Orientierung verloren. Beim Durchstarten kollidierte das Flugzeug 1,5 Kilometer vom Flughafen entfernt in einer Höhe von nur 6 Metern über dem Boden mit einem neun Meter hohen Mast, geriet in Seitenlage, stürzte auf ein Feld und fing Feuer. Durch diesen CFIT (Controlled flight into terrain) wurden 8 Insassen getötet, außerdem 20 verletzt.[13]

- Am 7. Oktober 1978 stürzte eine Jak-40 der Aeroflot (СССР-87437) kurz nach dem Start in Swerdlowsk ab. Alle 38 Insassen starben. Wesentliche Ursache war ein Triebwerksausfall verbunden mit Fehlern der Besatzung (siehe auch Aeroflot-Flug 1080).

- Am 8. Juni 1980 wurde eine Jakowlew Jak-40 der TAAG Angola Airlines (D2-TYC) nahe Matala vermutlich von einer Mikojan-Gurewitsch MiG-19 abgeschossen. Alle 19 Insassen starben.[14]

- Am 17. Mai 1986 flogen die Piloten einer Jakowlew Jak-40 der sowjetischen Aeroflot (CCCP-87928) während eines Testfluges verbotene Kunstflugmanöver, darunter eine Fassrolle. Dabei wurden die strukturellen Belastungsgrenzen der Maschine überschritten, woraufhin diese in der Luft zerbrach und 19 Kilometer nordwestlich vom Flughafen Chanty-Mansijsk zu Boden stürzte. Bei dem Unfall kamen alle fünf Insassen ums Leben.[15]

- Am 16. Januar 1987 verunglückte eine Jakowlew Jak-40 der Aeroflot (СССР-87618) kurz nach dem Start in Taschkent. Alle 9 Insassen starben (siehe auch Aeroflot-Flug U-505).[16]

- Am 1. August 1990 wurde eine aus Jerewan (Armenien) kommende Jak-40 der Aeroflot (CCCP-87453) während des Anflugs auf den Flughafen Stepanakert (Aserbaidschanische SSR) bei schlechter Sicht gegen einen Berg geflogen. Keiner der 46 Insassen überlebte diesen CFIT (Controlled flight into terrain).[17]

- Am 7. November 1991 verunglückte eine Jakowlew Jak-40 der russischen Aeroflot (CCCP-87526), unterwegs von Elista im Landeanflug, als sie 23 km westnordwestlich des Flughafens Machatschkala in einen Hügel geflogen wurde. Die Besatzung war sich ihrer Position nicht bewusst und ließ das Flugzeug über einem bergigen Gebiet in 550 Metern Höhe mit dem Berg Kukurtbash kollidieren. Anscheinend befanden sich von den 47 Passagieren 13 ohne Papiere an Bord des mit 32 Passagiersitzen ausgestatteten Flugzeugs. Außerdem wurde das maximale Startgewicht um 260 kg überschritten. Durch diesen CFIT (Controlled flight into terrain) wurden alle 51 Insassen getötet, die vier Besatzungsmitglieder und 47 Passagiere. Dies war der zweitschwerste Unfall einer Jak-40, gemessen an der Zahl der getöteten Insassen.[18]

- Am 14. November 1992 kam eine Jakowlew Jak-40 der Vietnam Airlines (VN-A449) im Landeanflug auf den Flughafen Nha Trang bei schlechter Sicht vom Kurs ab, unterschritt die Mindestflughöhe und wurde in einen Bergrücken geflogen. Als Rettungskräfte die Unfallstelle acht Tage nach dem Unfall erreichten, konnte noch eine niederländische Passagierin gerettet werden. Die restlichen 30 Insassen kamen bei diesem CFIT (Controlled flight into terrain) ums Leben (siehe auch Vietnam-Airlines-Flug 474).[19]

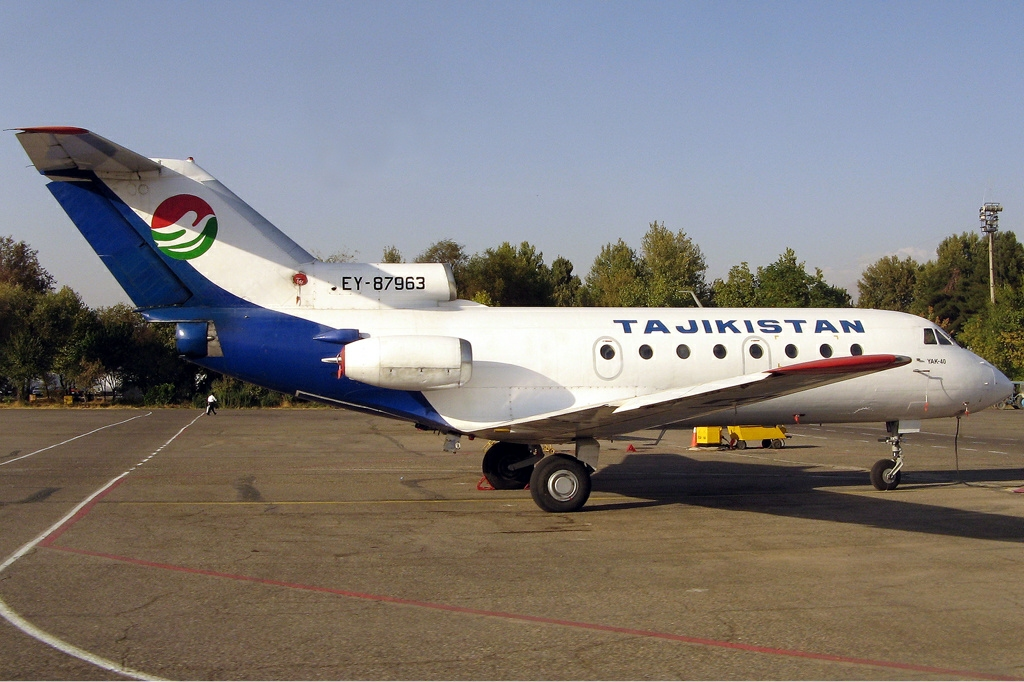
Eine mit der im August 1993 verunglückten baugleiche Jak-40
der Tajikistan Airlines

- Am 28. August 1993 zwangen Terroristen die Besatzung einer für 32 Passagiere ausgelegten Jakowlew Jak-40 der Tajikistan Airlines (Luftfahrzeugkennzeichen EY-87995) auf dem Flughafen der Stadt Chorugh (Tadschikistan), das Flugzeug mit 86 Personen zu füllen. Die Crew wurde vor die Wahl gestellt, vor Ort erschossen zu werden oder das Flugzeug zu fliegen. Während des Starts hob das Bugfahrwerk ab, das Flugzeug jedoch nicht. Die Piloten brachen den Start nicht ab; die Jak-40 schoss daraufhin über das Startbahnende hinaus und das linke Hauptfahrwerksbein traf einen flachen Erdwall, ca. 150 Meter hinter dem Ende der Startbahn. Weitere 60 Meter dahinter traf das rechte Hauptfahrwerksbein einen kleinen Bunker aus Beton.  Schließlich stürzte das Flugzeug um 10:46 Uhr in den Fluss Pandsch bei Chorugh und zerbrach. Bei dem Unfall kamen 82 Personen ums Leben (zwei Personen erlagen ihren Verletzungen später im Spital) und vier Passagiere wurden verletzt. Es war der schwerste Flugunfall mit einer Jakowlew Jak-40 und der schwerste in Tadschikistan (siehe auch Flugunfall der Tajikistan Airlines nahe Chorugh).[20]

- Am 26. September 1994 stürzte eine Jak-40 der russischen Cheremshanka Airlines (RA-87468) bei Wanawara in Russland ab. Alle 28 Insassen starben (siehe auch Flugunfall der Cheremshanka Airlines nahe Wanawara 1994).

- Am 29. Oktober 1997 verunglückte eine Jak-40 der Ariana Afghan Airlines (YA-KAE) bei der Landung in Dschalalabad, wobei ein Mensch ums Leben kam.[21]

- Am 19. Mai 1999 verunglückte eine Jakowlew Jak-40 der Centrafrican Airlines („TL-ACO“) bei der Landung auf dem Flughafen Berbérati (Zentralafrikanische Republik). Bei der Landung überrollte die Maschine das Landebahnende und wurde irreparabel beschädigt. Alle 33 Insassen überlebten den Unfall. Das Kennzeichen „TL-ACO“ war illegal aufgebracht worden; somit war das Flugzeug überhaupt nicht zugelassen.[22]

- Im Jahr 2000 (genaues Datum unbekannt, nach Juli) wurde eine auf dem Flughafen Malabo (Äquatorialguinea) geparkte Jakowlew Jak-40 der Ecuato Guineana de Aviación (EGA) (betrieben von der russischen NovgorodAvia) (RA-87847) irreparabel beschädigt, als ihr Heck von einer Swissair MD-11 gerammt wurde, die an der Yak-40 vorbeirollte. Über Personenschäden ist nichts bekannt.[23]

- Am 19. Juli 2005 setzte eine Jak-40 der philippinischen Interisland Airlines (RP-C2803) auf dem Flughafen Caticlan (Philippinen) vor der 950 Meter langen Landebahn auf. Beim Bergungsversuch brach das Fahrwerk zusammen, woraufhin die Maschine zum Totalschaden wurde; sie konnte mit den vor Ort zur Verfügung stehenden Mitteln nicht wieder flugfähig gemacht werden. Von den 23 Personen an Bord kam niemand ums Leben. Im Jahr 2012 wurde das Wrack aufgekauft und vor der nahegelegenen Urlaubsinsel Boracay als Attraktion für Taucher versenkt.[24][25]

## Technische Daten

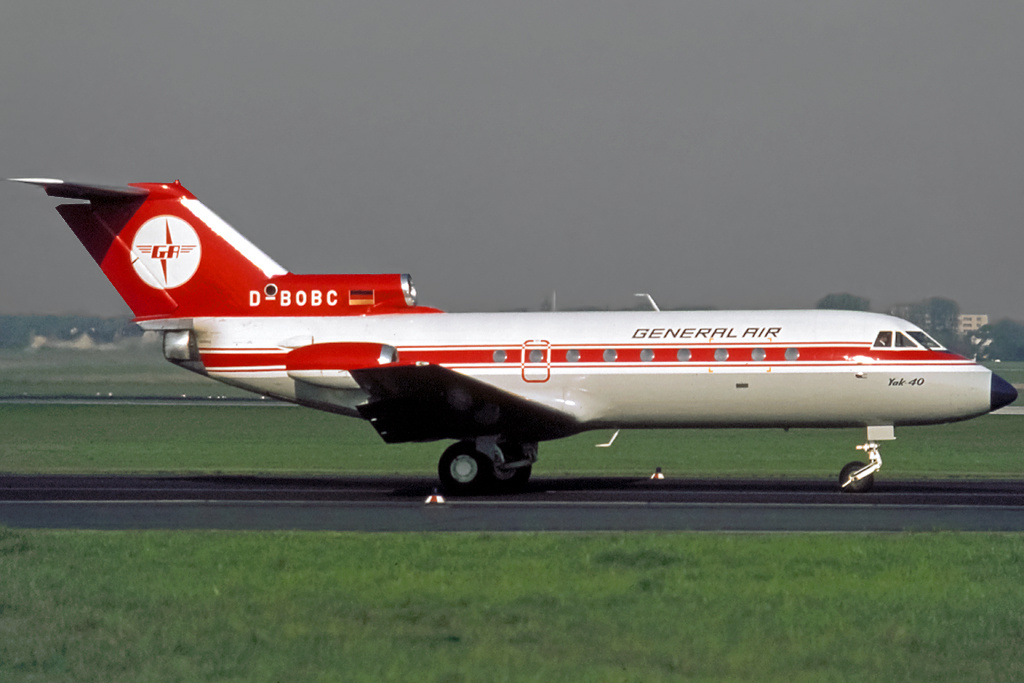
Jak-40 der General Air im Jahr 1973

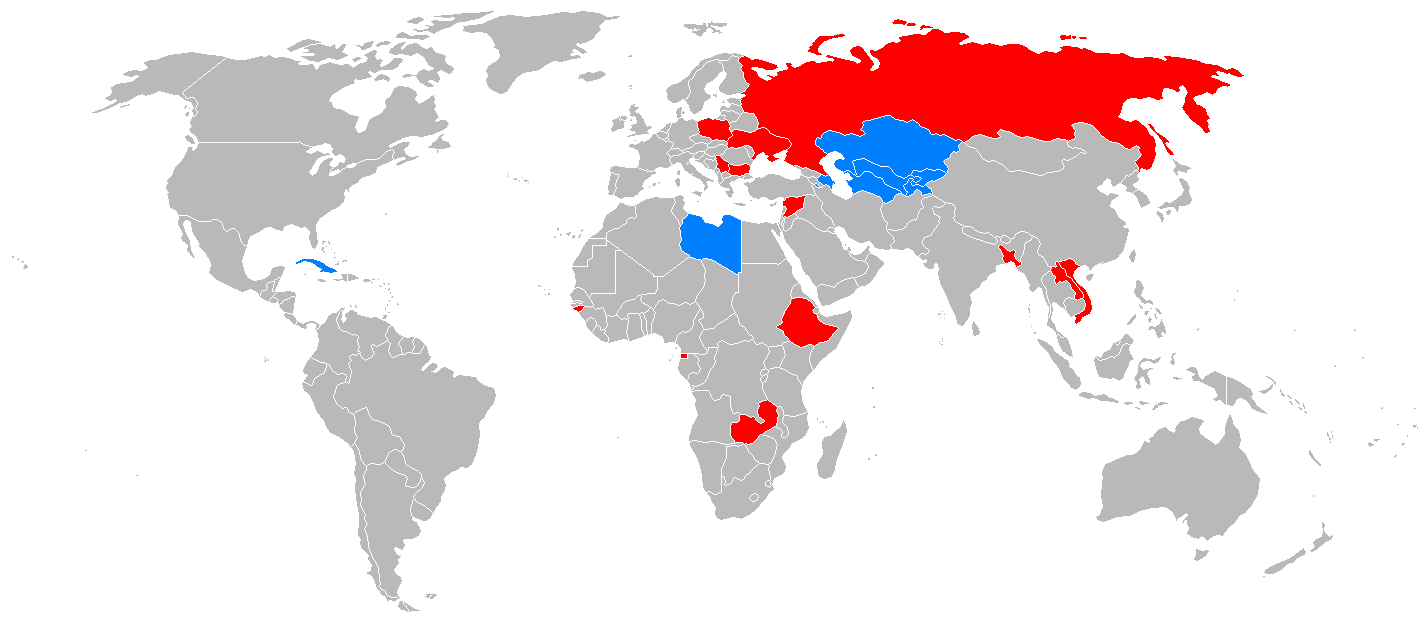
Länder, in denen die Jak-40 genutzt wird (blau nur zivil)

| Kenngröße            | Daten                                       |
| -------------------- | ------------------------------------------- |
| Baujahre             | 1966–1981                                   |
| Typ                  | Kurzstreckenverkehrsflugzeug                |
| Besatzung            | 1 × Pilot 1 × Flugingenieur                 |
| Passagiere           | 24–31                                       |
| Länge                | 20,19 m                                     |
| Spannweite           | 25,00 m                                     |
| Höhe                 | 6,38 m                                      |
| Flügelfläche         | 70 m²                                       |
| Flügelstreckung      | 8,9                                         |
| Höhe                 | 6,50 m                                      |
| Leermasse            | 9.400 kg                                    |
| max. Startmasse      | 17.200 kg                                   |
| Reisegeschwindigkeit | 510 km/h in 6.000 m Höhe                    |
| Reichweite           | mit max. Nutzlast 1.450 km                  |
| Dienstgipfelhöhe     | 6.000 m                                     |
| Triebwerke           | drei Mantelstromtriebwerke Iwtschenko AI-25 |
| Leistung             | je 14,7 kN                                  |
| Startrollstrecke     | 340 m                                       |
| Landerollstrecke     | 360 m                                       |